# Chiesa della Madonna del Soccorso (Scrofiano)
La chiesa della Madonna del Soccorso si trova in località Scrofiano nel comune di Sinalunga, in provincia di Siena e diocesi di Montepulciano-Chiusi-Pienza.
Eretta nella seconda metà del Cinquecento, è preceduta da un loggiato in mattoni.

## Architettura
L'interno, ad un'unica navata con tetto a capriate lignee, è caratterizzato dall'altare maggiore in stucco realizzato nella seconda metà del Seicento. La specchiatura centrale incornicia una tempera a secco sul muro, eseguita verso la fine del Cinquecento, rappresentante la Madonna del Soccorso.

## Opere
- Madonna del Soccorso, tempera a secco sul muro (fine Cinquecento).